# Tulitu
Tulitu est une librairie féministe et LGBT de la ville de Bruxelles, située dans le quartier Sainte-Catherine au 55 rue de Flandre. Spécialisée dans la littérature québécoise, féministe et LGBTQI+,,, elle est fondée par les libraires Ariane Herman et Dominique Janelle en 2015, grâce à un financement participatif. Tulitu dispose du label « Librairie de qualité » délivré par la Fédération Wallonie-Bruxelles.
La librairie Tulitu est également l'un des partenaires fondateurs des Rendez-vous d'histoire de Québec, une organisation sans but lucratif mettant annuellement sur pieds un festival comprenant des conférences ayant pour but de faire connaître et de rendre accessible différents types de contenu valorisant les productions en histoire, en patrimoine et en littérature historique.